# Mistrovství pobřeží Tichého oceánu v ledním hokeji žen 1996
Mistrovství pobřeží Tichého oceánu v ledním hokeji žen 1996 byl turnaj v ledním hokeji žen, který se konal od 1. dubna do 6. dubna 1996 v hale Minoru Park v Richmondu v Britské Kolumbii v Kanadě. Turnaje se zúčastnila čtyři družstva, která hrála jednokolově každé s každým. Vítězství si připsali domácí hráčky Kanady před domácími hráčkami USA a hráčkami Číny. tyto tři celky si také zajistili účast na Mistrovství světa v ledním hokeji žen 1997.

## Výsledky

### Základní skupina
|     |          | Kanada | USA  | Čína | Japonsko | V | R | P | VG | OG | B |
| SF1 | Kanada   | ***    | 3:2  | 1:0  | 12:0     | 3 | 0 | 0 | 16 | 2  | 6 |
| SF2 | USA      | 2:3    | ***  | 4:2  | 15:0     | 2 | 0 | 1 | 21 | 5  | 4 |
| SF2 | Čína     | 0:1    | 2:4  | ***  | 4:1      | 1 | 0 | 2 | 6  | 6  | 2 |
| SF1 | Japonsko | 0:12   | 0:15 | 1:4  | ***      | 0 | 0 | 3 | 1  | 31 | 0 |

### Play-off

#### Semifinále
|  | SF1 | Kanada | 18:0 | Japonsko |
|  | SF2 | USA    | 5:0  | Čína     |

#### Finále a zápas o 3. místo
|    | Finále     | Kanada | USA      |
| 1. | Kanada     | ***    | 4:1      |
| 2. | USA        | 1:4    | ***      |
|    | o 3. místo | Čína   | Japonsko |
| 3. | Čína       | ***    | 5:1      |
| 4. | Japonsko   | 1:5    | ***      |